# Tistelfjäril
Tistelfjäril, Vanessa cardui, är en fjärilsart i familjen praktfjärilar, Nymphalidae. Fjärilen förekommer i alla världsdelar förutom Sydamerika och Antarktis.
Arten fördes tidigare till släktet Cynthia som numera i sin helhet förs till släktet Vanessa. Nationalnyckeln listar fortfarande tistelfjärilen under Cynthia.

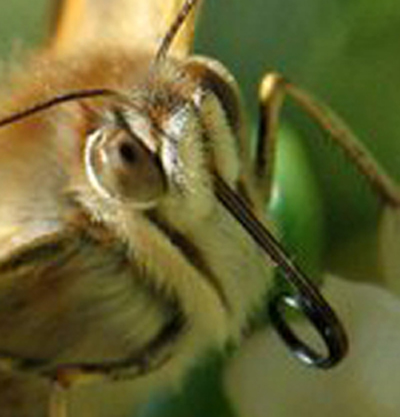
Närbild av huvudet

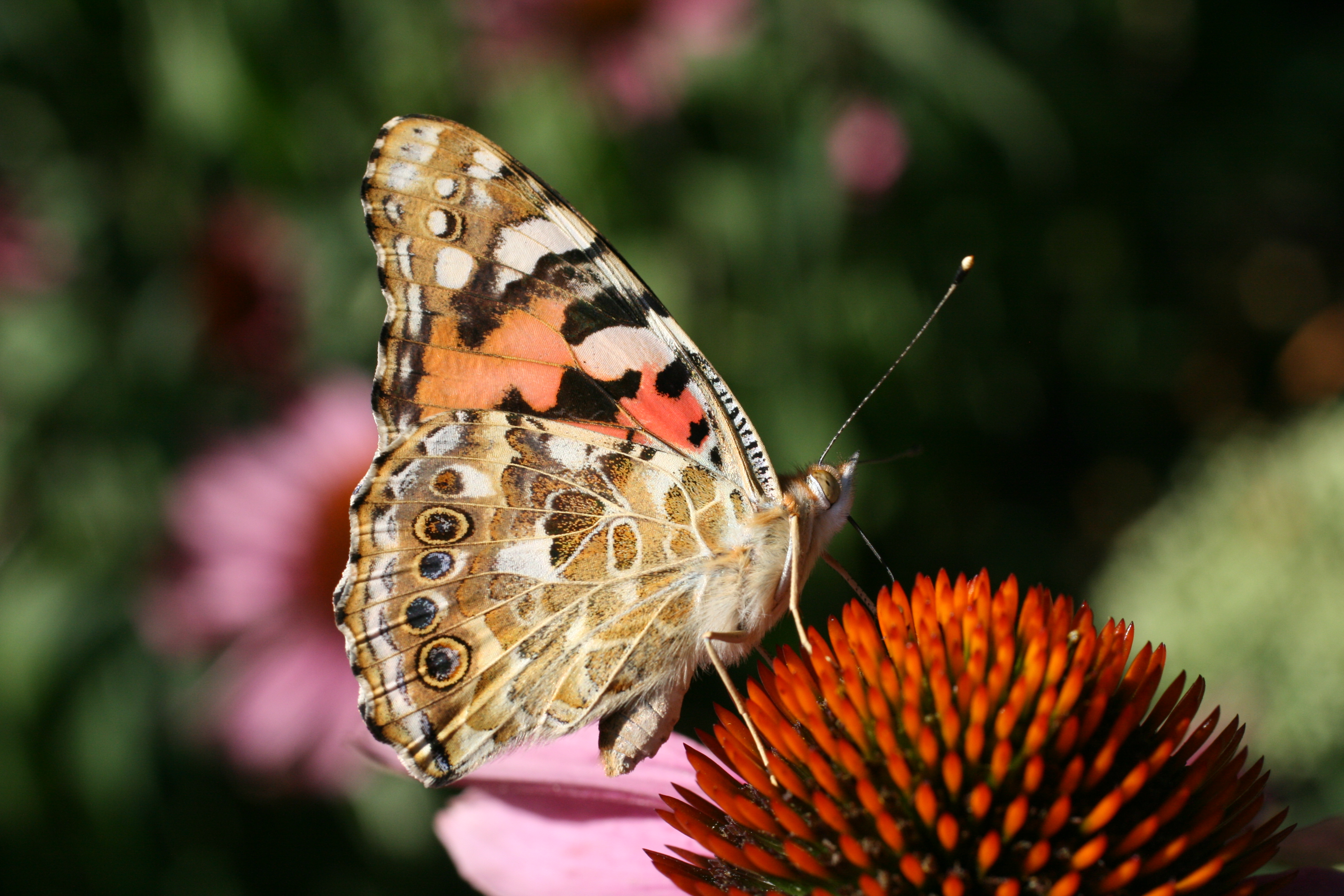
Fjärilen sedd från sidan

Fjärilen har en vingbredd på 51–62 mm och är ljusbrun med svarta fläckar samt vita fläckar nära framvingens spets. Det är en utpräglad migrant som i Europa under våren vandrar norrut från medelhavsområdet, och är känd för sin förmåga att förflytta sig över långa avstånd. Tistelfjärilen lägger ovala, ljusgröna ägg (som senare blir mer grågröna) på tistlar och nässlor, där larven lever mellan sammanspunna blad. Den nya generationen flyger på sensommaren, och tillsammans med nya invandrare kan den ibland uppträda talrikt.
Enstaka fjärilar når ända till Sverige på försommaren. Arten är funnen i hela Sverige, men kan inte övervintra här.